# Ptychadena keilingi
Ptychadena keilingi es una especie  de anfibios de la familia Ranidae.

## Distribución geográfica
Se encuentra en Angola, República Democrática del Congo y Zambia.  